# منتخب جزر الأنتيل الهولندية لكأس ديفيز
منتخب جزر الأنتيل الهولندية لكأس ديفيز (بالإنجليزية: Netherlands Antilles Davis Cup team)‏ هو ممثل جزر الأنتيل الهولندية الرسمي في كرة المضرب في كأس ديفيز.